# Petar Antulović
Petar Antulović, hrvaški frančiškan, duhovnik in letopisec, * 31. marec 1706, Sumartin, † 10. marec 1781, Makarska. 
Rodil se je v kmečki družini. Šolo je obiskoval pri frančiškanih v Sumartinu in Zaostrogu, kjer je opravil tudi noviciat. Teologijo je najverjetneje študiral v Italiji. Med leti 1733–1738 je bil v makarskem frančiškanskem samostanu, nato duhovnik v Bastu (1738–1749), gvardijan v Sumartinu (1749–1752), Makarski (1765–1766) in Omišu (1770) ter vzgojitelj frančiščanskih pripravnikov (1763–1765). Antulović je od leta 1773 do smrti pisal Makarski letopis. Njegov jezik je poln besed, značilnih za pokrajino, v kateri je živel. Tujke je zapisoval fonetično. Po smrti sta njegovo delo nadaljevala Bartul Ribarević in Andrija Ivičević. 